# Nombre d'Elsasser
Le nombre d'Elsasser {\displaystyle (El~ou~\Lambda )} est un nombre sans dimension utilisé en mécanique des fluides pour étudier les champs magnétiques engendrés par les noyaux planétaires. Il est utilisé pour caractériser le rapport entre la force de Lorentz et la force de Coriolis.
Ce nombre porte le nom de Walter M. Elsasser, physicien allemand.
On le définit de la manière suivante :
{\displaystyle El={\frac {\sigma B^{2}}{\rho \Omega }}}
avec :
- B - champ magnétique
- σ - longueur caractéristique
- ρ - masse volumique du fluide
- Ω - viscosité dynamique

Le nombre d'Elsasser vaut environ 1 pour la Terre [réf. nécessaire] et 0,01 pour des planètes telles que Uranus ou Neptune [réf. nécessaire].